# Cens de Campoflorido
El Veïnat de Campoflorido o Veïnat General d'Espanya és el primer recompte general de població estès a tots els territoris peninsulars d'Espanya, amb l'excepció del País Basc i Navarra. Tampoc es recullen dades dels territoris no peninsulars (Balears, Canàries, places africanes o possessions ultramarines). També, al mateix temps, és l'últim dels veïnats tradicionals de l'època preestadística. Els següents instruments seran el Cadastre d'Ensenada de l'any 1749 (que va incloure l'anomenat Cens d'Ensenada de 1756) i el Cens d'Aranda (1768).

## Característiques
Rep el seu nom del Marquès de Campoflorido, president de la Reial Hisenda. Es va iniciar el 1712, any al que corresponen la major part de les dades, i va concloure el 1717. La finalitat era fiscal, derivada de la necessitat de cobrir les despeses de la Guerra de Successió Espanyola, i a més, va permetre al vencedor (Felip V de Borbó) ignorar les peculiaritats forals dels derrotats territoris de la Corona d'Aragó (però no els dels bascos i navarresos, que li donaren suport).
Es va registrar el nombre de veïns, condició generalment assimilada a la de contribuent no privilegiat; però de vegades es recull separadament el nombre de gentilhomes, clergues, vídues i pobres.
La crítica moderna tendeix a ajustar les seves xifres entre un 20 i un 50 per cent, en considerar que subvalorava les reals. Ja al segle xviii, Jerónimo de Ustáriz va estimar a l'alça les seves dades, donant un càlcul de 7.500.000 habitants.